# Karel Kramář
Karel Kramář (27 de dezembro de 1860 — 26 de maio de 1937) foi um político checoslovaco.
Defensor de uma política de cooperação com o Império Austro-Húngaro no início da Primeira Guerra Mundial, posteriormente tomou posições mais nacionalistas e separatistas. Acusado de traição pelas autoridades austro-húngaras, foi preso e condenado a 15 anos de trabalhos forçados, sendo libertado sob uma anistia concedida em 1917.
Como um dos políticos mais proeminentes da Checoslováquia, foi nomeado primeiro-ministro do país (exercendo o cargo de 14 de novembro de 1918 a 8 de julho de 1919). Kramář participou da Conferência de Paz de Paris de 1919 como delegado da Checoslováquia, mas logo renunciou devido a divergências com o ministro das Relações Exteriores Edvard Beneš.
Está sepultado nos Cemitérios Olšany em Praga.